# Philippe Flucklinger
Philippe Flucklinger (* 24. Mai 1963 in Metz) ist ein ehemaliger französischer Fußballtorhüter. Zuletzt spielte er beim HSC Montpellier.

## Karriere
In der Jugend spielte Flucklinger in Montigny-lès-Metz, wo er mit etwa 17 Jahren auch in den Herrenfußball startete.
Flucklinger war ab 1982 beim SO Merlebach aktiv, mit dem er unter anderem in der dritten Liga spielte. 1986 ging er zum damaligen Zweitligisten Racing Straßburg. Nachdem er in seiner ersten Saison in der elsässischen Landeshauptstadt nur zu 15 Einsätzen gekommen war, schaffte er in der Saison 1987/88 den Durchbruch und kam zu 32 Einsätzen. In seiner letzten Saison waren es 31.
Nach Zwischenstationen beim SC Abbeville und beim HSC Montpellier ging Flucklinger zurück in seine Heimatstadt und heuerte beim FC Metz an. In seinen ersten beiden Jahren war er Stammtorwart und kam jeweils zu 37 Einsätzen. 1993/94 kam er nur zu einem Einsatz. 1994 wechselte er deswegen zurück zum HSC Montpellier. Dort beendete er seine Karriere als Ersatztorwart in Profi- und Amateurteam. Ab 2000 arbeitete er für die französische Vereinigung der Profifußballer (frz.: Union nationale des footballeurs professionnels, UNFP), wo ihm die Gebiete des zentralen und südlichen Frankreichs zugeteilt wurden und er heute noch immer tätig ist.